# سرنوشت/بازمانده سامورایی
سرنوشت/ باقیمانده سامورایی (انگلیسی: Fate/Samurai Remnant) یک بازی نقش‌آفرینی اکشن است که در سال ۲۰۲۳ منتشر شده است.

## گیم پلی
سرنوشت / باقیمانده سامورایی به بازیکنان اجازه می‌دهد به عنوان میاموتو ایوری بازی کنند. سبک هک اند اسلش مبارزه با برخی شباهت‌ها به گیم‌پلی musou است، اما در ژانر اکشن نقش‌آفرینی قرار می‌گیرد و جاخالی دادن و بهره‌برداری از نقاط ضعف عنصر مهمی است. دارای مجموعه گسترده‌ای از موقعیت‌ها است که شخصیت بازیکن می‌تواند در حال حرکت بین آنها جابجا شود. ایوری از کاتاناهای دوگانه استفاده می‌کند، یک سلاح گسترده برای سامورایی‌ها در طول دوره ادو. بازیکنان می‌توانند دستورهای را به خدمتکار خود بدهند و حمله‌ها و ترکیبات خاصی را انجام دهند. در شرایط خاص، بازی اجازه می‌دهد تا کنترل کامل ملازم میاموتو ایوری را داشته باشید، زیرا سلاح‌های او نمی‌توانند علیه سایر خدمتکاران استفاده شوند.

## طرح
میاموتو ایوری یک رونین حافظ صلح است که برای شرکت در مراسم ماه در حال افزایش، که بخشی از جنگ جام مقدس است، انتخاب شده است. با احضار یاماتو تاکرو، خدمتکار کلاس سابر، آنها با تاکائو دایو و خدمتکار کلاس برسرکر او، استاد فقید ایوری، میاموتو موساشی، در ازای دریافت اطلاعات در مورد دیگر اربابان و خدمتکاران، اتحاد تشکیل می‌دهند.

## یادداشت
1. ↑  Cooperation by انیپلکس و تایپ-مون